# Fay-lès-Marcilly
Fay-lès-Marcilly ist eine französische Gemeinde mit 84 Einwohnern (Stand: 1. Januar 2022) im Département Aube in der Region Grand Est. Sie gehört zum Kanton Saint-Lyé und zum Arrondissement Nogent-sur-Seine. 

## Lage
Sie ist umgeben von folgenden Nachbargemeinden:
| Avant-lès-Marcilly |                                             | Rigny-la-Nonneuse |
|                    | Kompassrose, die auf Nachbargemeinden zeigt |                   |
| Charmoy            |                                             | Avon-la-Pèze      |

## Bevölkerungsentwicklung
| Jahr                      | 1962 | 1968 | 1975 | 1982 | 1990 | 1999 | 2008 | 2016 |
| ------------------------- | ---- | ---- | ---- | ---- | ---- | ---- | ---- | ---- |
| Einwohner                 | 97   | 98   | 84   | 62   | 79   | 85   | 106  | 86   |
| Quelle: Cassini und INSEE |      |      |      |      |      |      |      |      |